# شميمة شيخ
شميمة شيخ (بالإنجليزية: Shamima Shaikh)‏ (14 أيلول/سبتمبر 1960- 8 كانون الثاني/يناير 1998)، أشهر ناشطة مسلمة في جنوب أفريقيا لحقوق المرأة، صحفية نسوية مسلمة مرموقة.

## السيرة الشخصية
ولدت في لويس تريشاردت (تسمى اليوم بمقاطعة ليمبوبو في جنوب أفريقيا) شمال مدار الجدي. كانت الابنة الثانية من بين ستة أبناء للأبوين صلاح الدين ومريم شيخ. كانت سنوات دراستها الأولى في لويس تريشارد، حتى انتقلت العائلة إلى بيترسبرغ، حيث تقع على بعد 100 كيلومتر جنوبًا.
بعد إتمام دراستها في عام 1978، درست شيخ في جامعة ديربان- ويستفيل، التي بنيت بموجب قوانين الفصل العنصري في جنوب أفريقيا للطلاب من أصل هندي. في عام 1984، حصلت على شهادة البكالوريوس في الآداب، إذ تخصصت في اللغة العربية وعلم النفس. كانت هذه سنوات مشحونة سياسيًا في الجامعة، حيث انخرطت في منظمة الشعب الآزاني (AZAPO) للعامين التاليين.
في عام 1985، انتُخبت شيخ لعضوية اللجنة التنفيذية للجمعية الإسلامية للحزب الديمقراطي المتحد. في 4 أيلول/سبتمبر 1985، قُبض عليها بتهمة توزيع منشورات دعت إلى مقاطعة منتجات الشركات المملوكة للبيض في ديربان. تمت المقاطعة بدعوة من قبل اتحاد نقابات العمال في جنوب أفريقيا، وهو أكبر اتحاد لنقابات العمل في الدولة ومدعوم من اتحاد الطلاب المسلمين في جنوب أفريقيا (MSA) والذي نظم هذا المنشور الخاص الهجومي. أمضت شيخ بضع ساعات في الحبس في مركز شرطة سي.آر. سوارت في ديربان (التي تسمى الآن مركز شرطة ديربان المركزي) برفقة رئيس اتحاد الطلاب المسلمين، نعيم جيناه. كان هذا أول لقاء لهما، وتزوجا بعد عامين.
بعد حصولها على شهادتها في عام 1985، درست شيخ في مدرسة تاكسيلا الأساسية والثانوية في مسقط رأسها بيترسبرغ (تسمى الآن بولوكواني). تزوجت من جيناه في 20 كانون الأول/ديسمبر 1987 وانتقلت إلى جوهانسبرغ. أنجبت منهج في أيلول/سبتمبر 1988 وشراع في عام 1990.

## عملها
في عام 1989، انخرطت شيخ في جريدة المجتمع الإسلامي، القلم، التي كان يحررها زوجها. كذلك أصبحت تشارك على نحو متزايد في حركة الشباب المسلمين في جنوب أفريقيا (MYM).
كانت شيخ بصحبة زملائها الناشطين في حركة الشباب المسلمين في جنوب أفريقيا (MYM) نشطة في عامي 1989 و1990 في الحركة السياسية المتصاعدة في ديربان مع حملات ضد الانتخابات البرلمانية الثلاثية لصالح الجماعات العرقية الهندية والملونة؛ وحملة المواجهة للحركة الديمقراطية الجماهيرية؛ شملت مسيرات ومظاهرات وجمعات جماهيرية وحملات تضامن.
في عام 1993، انتخبت شيخ رئيسة إقليمية لحركة الشباب المسلمين في ترانسفال، ونتيجة لذلك أصبحت عضوًا في سلطته التنفيذية الوطنية، لتكون بذلك المرأة الثانية التي تشغل منصبًا كهذا.
وفي تلك السنة أيضًا، كانت شيخ تحت الأضواء من خلال حملتها الشهيرة «نساء في المسجد». في شهر رمضان من تلك السنة، بدأت شيخ مع عدد من النساء المنضمين لحركة الشباب المسلمين (MYM) في حشد النساء لحضور صلاة التروايح في جامع شارع 23 في فيتاس في جوهانسبرغ. ما أدى إلى حدوث اشتباكات بينها وبين بعض أعضاء لجنة المسجد وأصبحت محطًا للأنظار.
في وقت لاحق من ذلك العام، أصبحت أول منسقة وطنية لمكتب الشؤون الجندرية لحركة الشباب المسلمين، وهو المنصب الذي وضعها مرة أخرى في منصب المدير التنفيذي لحركة الشباب المسلمين. شغلت منصبها ريثما استقالت في منتصف عام 1996. تحت رئاسة شيخ، أصبح مكتب الشؤون الجنسانية لحركة الشباب المسلمين على نحو سريع من أكثر المنظمات الإسلامية صراحة فيما يتعلق بمسألة حقوق المرأة المسلمة والنوع الجنسي في المجتمع الإسلامي والمنظمة الرائدة في جنوب إفريقيا الناطقة باسم النسوية الإسلامية.
وخلال منصبها كمنسقة الشؤون الجندرية، نظمت شيخ عدة ورشات عمل وحلقات دراسية وحملات تثقيفية. كما قادت حملتين لحركة الشباب المسلمين الأولى «حملة من أجل قانون شخصي عادل للمسلمين» والثانية «حملة الوصول المتساوي للمساجد» وغيرها.
انخرطت شيخ على نحو كبير في المنتدى الإسلامي للانتخابات -تحالف للمنظمات الإسلامية يدعو المجتمع للتصويت في أول انتخابات ديمقراطية في جنوب أفريقيا في نيسان/أبريل في عام 1994، وحملة التصويت لصالح تلك الأحزاب التي كانت جزءًا من حركة التحرير في السابق- وانخرطت أيضًا في المؤتمر الوطني الأفريقي ANC والمؤتمر الأفريقي الشامل PAC.
في عام 1994 أيضًا، ساعدت شيخ على تأسيس صندوق أموال لإذاعة المجتمع الإسلامي وأصبحت أول رئيسة له وظلت رئيسته حتى وفاتها. وقد تقدم هذا الصندوق بطلب للحصول على ترخيص لهذا البث الإذاعي لمجتمع جوهانسبرغ وحصل عليه.
كما انخرطت، بدءًا من عام 1994، بتأسيس مجلس إسلامي لقانون الأحوال الشخصية في جنوب أفريقيا وكانت عضوًا في هذا المجلس حتى إغلاقه من قبل مجلس اتحاد العلماء في جنوب أفريقيا.
شَخصت بمرض سرطان الثدي. نتيجة لهذا المرض، خضعت لعملة استئصال الورم والعلاج الإشعاعي. بعد عام من إصابتها، وجد الإطباء أن المرض قد انتشر في هيكلها العظمي. لهذا خضعت لجلسة مكثفة من العلاج الكيميائي. بعد شفائها منه، قررت شيخ عدم الخضوع للعلاج الكيميائي مرة أخرى في حال أصيبت بالمرض مرة أخرى. وصرحت برغبتها وتفضيلها الموت بكرامة وأن تعيش بكرامة حتى النهاية وهي تقوم بما تحبه أكثر من القعود مريضة في المستشفى.
في نفس العام وخلال صراعها مع السرطان، عُينت المحررة الإدارية لصحيفة القلم. خلال ذلك، أصبحت القلم صرحًا رائدًا في التعبير الحر والتقدمي عن الإسلام في جنوب أفريقيا.
في نيسان/ أبريل 1997، أدت شيخ مناسك الحج لأول مرة في حياتها. بعد عودتها وزوجها من الحج، قررا الكتابة عن تجربتهما في الحج. أصدرا في عام 2000 كتاب «رحلة استكشافية: حج جنوب أفريقي». في آب/ أغسطس، أطلقت الإذاعة الإسلامية برنامج «الصوت»، وكانت شيخ رئيسته.
في 22 كانون الأول/ديسمبر 1997، ختمت شيخ انخراطها في الحياة العامة. قدمت ورقة بحثية بعنوان «المرأة والإسلام - الصراع بين الجنسين في جنوب أفريقيا: الصراع الأيديولوجي»، وذلك خلال البرنامج التربوي الإسلامي الحادي والعشرين لحركة الشباب المسلم، في معهد السلام التعليمي على ساحل جنوب كوازولو ناتال بجنوب أفريقيا. بعد مرور 17 يومًا، في 8 كانون الأول/يناير 1998/9 رمضان، توفيت شيخ.

## وفاتها
في عام 1998، عاد السرطان لجسد شيخ وتوفيت في 8 كانون الأول/يناير في ذات العام في منزلها في مايفير. أمت صديقتها فرحانة إسماعيل إحدى صلوات الجنازة الأربع وصلى خلفها نساء ورجال بناء على رغبة شيخ. حضر الكثير من النساء مراسم دفن شيخ في مسجد جوهانسبرج ومسجد كليرمونت في كايب تاون. أحيا زوجها وطفليها ذكراها.